# Johanna Koljonen
Johanna Henrika Koljonen Pedersen, född 17 juni 1978 i Helsingfors, är en finlandssvensk författare, kritiker, programledare, kulturjournalist och översättare bosatt i Malmö.

## Karriär
Koljonen har avlagt kandidatexamen vid University of Oxford, där hon studerade engelsk litteratur på St Edmund Hall. Hon inledde sin karriär med att skriva för tidskriften ¨¨Darling. Mellan 2002 och 2007 var hon filmkritiker på Nöjesguiden. 2007 medverkade Koljonen med en essä i antologin Könskrig som gavs ut på Bokförlaget Atlas. 2007 var hon programledare för TV-programmet Det känns som fredag på SVT tillsammans med David Bexelius.
Som en del av mangaduon Ms Mandu är hon sedan 2008 manusförfattare till serien Oblivion High. 
Juni 2009 – januari 2011 var Koljonen programledare för P3 Kultur fyra dagar i veckan. Sommaren 2010 debuterade hon som sommarpratare i P1. Påföljande sommar, 2011, sände Koljonen radioprogrammet Jättestora frågor med Johanna Koljonen i P3 som producerades av hennes eget produktionsbolag Rundfunk Media. Hon har även lett det självbetitlade radioprogrammet Koljonen i P1. I TV har hon även lett TV-cirkeln, och temasändningar för UR och Nyhetsmorgon i TV4.
Våren 2010 vann Koljonen På spåret tillsammans med Marcus Birro. Säsongen 2010–2011 deltog laget som mästare men åkte ut i gruppspelet. Laget var även med 2012–2013 i mästarsäsongen av På Spåret och gick där till kvartsfinal.
Numera skriver hon bland annat krönikor för nyhetsmagasinet Fokus och Arbetarnas bildningsförbunds tidning Fönstret.
I januari 2012 utkom antologin #prataomdet på Kalla Kulor Förlag. Boken innehåller ett trettiotal prataomdet-texter i urval av redaktörerna Gustav Almestad och Annika Beijbom där Johanna Koljonen medverkar. I april 2012 utkom boken "Främling" som handlar om Carola Häggkvist. Medförfattare är Andreas Ekström. 
Koljonen är 2023 programledare för Soundtrack i P2 där det spelas musik från olika filmer och TV-serier.

## Priser och utmärkelser
- 2010 utsågs Koljonen till Årets spelare av Sverok med motiveringen: ”För att med stor entusiasm och genomslagskraft ha lyft in spelhobbyn i det kulturella rummet och utan förbehåll fördjupat sig i glädjen, engagemanget och kreativiteten.”[5]
- Nöjesguidens Stockholmspris i kategorin media år 2010.[1]
- 2011 fick Koljonen tillsammans med Sofia Mirjamsdotter Stora Journalistpriset i kategorin årets förnyare för twitterkampanjen #prataomdet med motiveringen:"För att ha gjort det privata allmängiltigt och fått en hel värld att prata om det."
- 2011 tilldelades hon förbundet Roks pris "Årets kvinnogärning 2011" för #prataomdet.[6]
- RFSU-priset 2011.[1]
- Årets Uppstickare 2011 av Shortcut.[1]
- 2012 tilldelades hon en Mini-Adamson.[7]